# Райхскомісаріат
Райхскомісаріа́т (нім. Reichskommissariat) — назва підкореної держави (наприклад, Норвегія) або утвореної квазідержави (наприклад, Остланд) у нацистській Німеччині. Найчастіше використовувалося для позначення квазі-колоніальних територіальних одиниць, встановлених нацистською Німеччиною у деяких окупованих країнах під час Другої світової війни. Хоча в юридичному сенсі ці (квазі)держави офіційно знаходилися за межами Німецької імперії, вони були безпосередньо контрольовані райхскомісарами, які керували як німецькі губернатори від імені та як прямі представники Адольфа Гітлера. Їхній статус коливався від «піднаглядної вільної» держави (на кшталт британського домініону) до тимчасового протекторату.
Всі ці утворення були спрямовані на подальшу інтеграцію у Великий Німецький Рейх (нім. Grossgermanisches Reich), що мав охопити Європу від Північного моря до Уральських гір.

## Західна та Північна Європа
- Норвегія 1940—1945.
- Нідерланди 1940—1945.
- Бельгія та Північна Франція, звільнений у вересні 1944 року, в грудні 1944 року де-юре приєднаний безпосередньо до Німеччини як новостворені райхсгау Фландрія[de], Валлонія[de] і дистрикт Брюссель[de].

## На терені СРСР

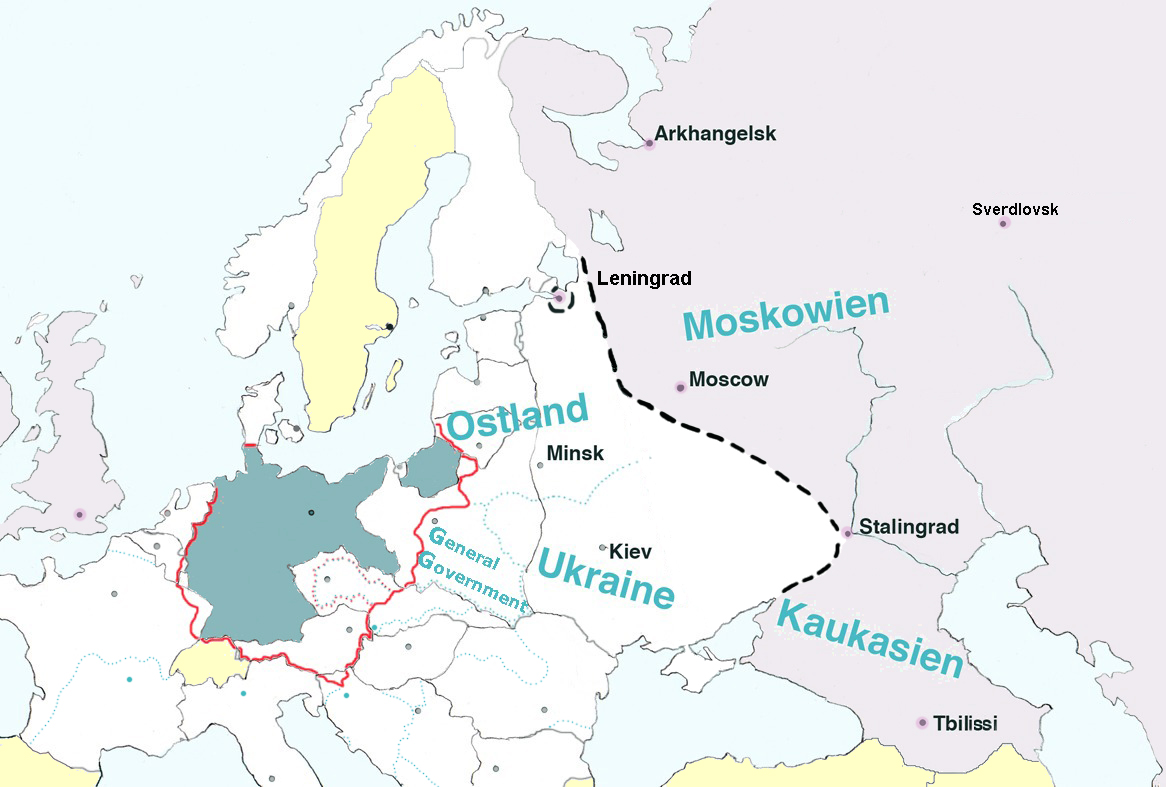
Райхскомісаріати Третього Рейху на теренах СРСР

Райхскомісаріати, запропоновані Альфредом Розенбергом:
- Остланд (країни Балтії і Білорусь, розширені на схід), 1941—1944/45.
- Україна (Україна не враховуючи Східна Галичина, румунське Придністров'я і Крим, і поширене на схід до Волги), 1941—1944 рр..
- Московія (Московський столичний регіон та інша частина європейської Росії не враховуючи Карелії і Кольського півострова, обіцяних Фінляндії); ніколи повністю не встановлено.
- Кавказ (південь Росії і Кавказ); ніколи повністю не встановлено.
- Туркестан (центральноазійські республіки), ніколи не встановлено.

Крім того, планувалося створення райхскомісаріату Дон-Волга, а також райхскомісаріатів для центрального та південного Уралу (нім. Üral), Західного Сибіру (нім. West Sibirien), з центром у Новосибірську, Нордланду (нім. Nordland) — арктичні терени на схід від Архангельська.